# Bulbophyllum elongatum
Bulbophyllum elongatum är en orkidéart som först beskrevs av Carl Ludwig von Blume, och fick sitt nu gällande namn av Justus Carl Hasskarl. Bulbophyllum elongatum ingår i släktet Bulbophyllum och familjen orkidéer. Inga underarter finns listade i Catalogue of Life.